# GP Industria & Artigianato-Larciano 2022
De 44e editie van de wielerwedstrijd GP Industria & Artigianato-Larciano werd verreden op 27 maart 2022. Deze editie werd gewonnen door de Italiaan Diego Ulissi. Het was de 41e keer dat een Italiaan deze race won.
Deze Italiaanse eendagskoers was onderdeel van de UCI ProSeries.

## Uitslag
| Plaats  | Naam               | Ploeg                           | tijd     |
| ------- | ------------------ | ------------------------------- | -------- |
| Winnaar | Diego Ulissi       | UAE Team Emirates               | 4u31'10" |
| 2       | Alessandro Fedeli  | Italië                          | z.t.     |
| 3       | Xandro Meurisse    | Alpecin-Fenix                   | z.t.     |
| 4       | Natnael Tesfatsion | Drone Hopper-Androni Giocattoli | z.t.     |
| 5       | Andrea Vendrame    | Italië                          | z.t.     |
| 6       | Maxime Bouet       | Arkéa-Samsic                    | z.t.     |
| 7       | Tony Gallopin      | Trek-Segafredo                  | z.t.     |
| 8       | Antonio Tiberi     | Trek-Segafredo                  | z.t.     |
| 9       | Marc Hirschi       | UAE Team Emirates               | z.t.     |
| 10      | Alessandro Verre   | Arkéa-Samsic                    | z.t.     |

2012 · 2013 · 2014 · 2015 · 2016 · 2017 · 2018 · 2019 . 2020 · 2021 · 2022 · 2023 · 2024